# Liptovská Teplá
Liptovská Teplá (bis ins 19. Jahrhundert slowakisch „Teplá“; deutsch Bad Liptsch, ungarisch Liptótepla – bis 1892 Tepla) ist eine Gemeinde im Okres Ružomberok innerhalb des Žilinský kraj in der Slowakei mit etwa 1000 Einwohnern.

## Geographie
Die Gemeinde liegt im äußersten Westen des Talkessels Podtatranská kotlina am rechten Ufer der Waag beim Zusammenfluss mit dem Bach Teplianka. Nördlich der Gemeinde erheben sich die Chočské vrchy. Sie liegt 10 Kilometer östlich von Ružomberok und 16 Kilometer westlich von Liptovský Mikuláš.
Neben dem Hauptort gehört zur Gemeinde auch der Ortsteil Madočany (seit 1960; 1913–1960 war Teil der Nachbargemeinde Lúčky). Des Weiteren war die Nachbargemeinde Ivachnová 1976–1990 ein Teil von Liptovská Teplá.

## Geschichte
Der Ort wurde zum ersten Mal 1264 schriftlich erwähnt, seine Existenz ist aber schon im 11. Jahrhundert nachgewiesen. Der nach dem durchfließenden Bach Teplianka genannte Ort war Sitz eines königlichen Dominiums, der sich jedoch im 13. und 14. Jahrhundert aufgrund zahlreicher Dorfgründungen immer mehr verkleinerte. Teplá gehörte bis zum 16. Jahrhundert zum Herrschaftsgut der Burg Likava, dann war im Besitz niederer Edelmänner. Seit dem 18. Jahrhundert entwickelte sich der Ort als ein Marktflecken.
Die Bevölkerung beschäftigte sich mit Landwirtschaft, Viehzucht, Holzverarbeitung und Flößerei.

## Bevölkerung
| Jahr                | 1994 | 2004    | 2014     | 2024    |
| ------------------- | ---- | ------- | -------- | ------- |
| Anzahl der Personen | 876  | 903     | 1007     | 1018    |
| Unterschied         |      | +3,08 % | +11,51 % | +1,09 % |

| Jahr                | 2023 | 2024    |
| ------------------- | ---- | ------- |
| Anzahl der Personen | 1025 | 1018    |
| Unterschied         |      | −0,68 % |

## Persönlichkeiten
- Daniel Pribiš, Dichter
- Johann Sinapius (1657–1725), deutscher Historiker, Sohn von Daniel Sinapius-Horčička